# 雲量
雲量（うんりょう、英: cloud cover）とは、空の全天に占める雲の割合である。

## 概要
雲量は、目視および地上の観測機器を使用して観測した数種類のデータを基に、専門的な知識を持った観測者によって定められる。国際方式では「0」から「8」の9段階で表現し、日本の方式では「0」から「10」の11段階で表現される。霧などの視程障害時には雲量を観測できないことがあり、この場合は「雲量不明」とされる。
一般に雲が多いほど空は暗くなるが、雲量と空の明るさとの間には一定の関係はない。これは雲量観測においては薄い雲も厚い雲も同じ「雲」とするためである。

### 国際気象通報式
国際気象通報式では、9段階それぞれの記号に雲量不明を表す記号を加えて10個の記号、あるいは「0」から「9」の、オクタ(Okta)を単位とする数字で表現される。気象通報に使用される地上実況気象通報式(SYNOP)ではオクタで表した数字が用いられる。日本のように雲量に対応する天気（たとえば雲量0から1が快晴）は定められていないが、各国の気象機関はそれぞれ、国際式雲量や雲の透明度、雲の高度などをもとに天気を分類している。飛行機雲を雲量観測に含むか否かには規定があり、急激に消散する飛行機雲は雲量に含まず、飛行機雲が持続している場合は含む。
| 記号 | 通報式 (単位：オクタ） | 説明                            | 参考例（画像の範囲内における雲量） |
| ---- | ---------------------- | ------------------------------- | ---------------------------------- |
|      | 0                      | 無雲(cloudless)                 |                                    |
|      | 1                      | 晴れ(sunny)                     |                                    |
|      | 2                      | 雲が散在(scattered clouds)      |                                    |
|      | 3                      | 軽度の曇り(lightly cloudy)      |                                    |
|      | 4                      | 部分的に曇り(partly cloudy)     |                                    |
|      | 5                      | 中程度の曇り(cloudy)            |                                    |
|      | 6                      | 大部分が曇り(mostly cloudy)     |                                    |
|      | 7                      | ほぼ全天が曇り(nearly overcast) |                                    |
|      | 8                      | 全天が曇り(overcast)            |                                    |
|      | 9                      | 空の状態が不明(sky obscured)    |                                    |
| -    | （なし）               | 観測なし（欠測）(not observed)  | -                                  |

雲量の参考例の画像は、画像の範囲内における雲量で表した。実際の雲量は全天における雲量を表すもので、表とは異なる。

### 日本式天気記号
日本式天気記号では雲量を記号で表さず、「0」から「10」および雲量不明の12段階で表現される。12段階それぞれの雲量に対応する国際気象通報式があるが、雲量10については雲の隙間の有無によって対応する国際気象通報式が異なる。また、雲量が限りなく0に近くても、少しでも雲があれば雲量1とされる。下表の「天気」は、雨や雷などほかの気象現象が無い場合の天気。
| 雲量 | 対応する通報式                          | 天気 |
| ---- | --------------------------------------- | ---- |
| 0    | 0/8                                     | 快晴 |
| 1    | 1/8                                     | 快晴 |
| 2    | 2/8                                     | 晴れ |
| 3    | 2/8                                     | 晴れ |
| 4    | 3/8                                     | 晴れ |
| 5    | 4/8                                     | 晴れ |
| 6    | 5/8                                     | 晴れ |
| 7    | 6/8                                     | 晴れ |
| 8    | 6/8                                     | 晴れ |
| 9    | 7/8                                     | 曇り |
| 10   | 7/8(隙間ありの場合) 8/8(隙間なしの場合) | 曇り |
| 不明 | 9/8                                     | -    |

厳密には、「曇り」は下層・中層の雲が上層の雲より多い場合で、上層の雲が下層・中層より多い場合は雲量9以上でも「薄曇り」とされる。